# Thyreus frieseanus
Thyreus frieseanus är en biart som först beskrevs av Cockerell 1905.  Thyreus frieseanus ingår i släktet Thyreus och familjen långtungebin. Inga underarter finns listade i Catalogue of Life.